# Kida Hinata
Hinata Kida (sinh ngày 4 tháng 7 năm 2000) là một cầu thủ bóng đá người Nhật Bản.

## Sự nghiệp câu lạc bộ
Hinata Kida đã từng chơi cho Cerezo Osaka.